# 少しの間
『少しの間』（すこしのあいだ、Let's Go Away for Awhile）は、アメリカのロックバンド、ザ・ビーチ・ボーイズの 1966 年のアルバム『ペット・サウンズ』に収録されているインストゥルメンタル曲である。

## 解説
この曲はブライアン・ウィルソンによって作曲およびプロデュースされ、後にレッキング・クルーとして知られるクレジットされていないセッション・ミュージシャンによって演奏された。
このトラックはアルバムに収録されている2つのインストゥルメンタル曲のうちの1つ目で、もう1つはタイトルトラック「ペット・サウンズ」である。
| サブスタブ | この項目は、まだ閲覧者の調べものの参照としては役立たない、書きかけの項目です。この項目を加筆・訂正などしてくださる協力者を求めています。このテンプレートは分野別のサブスタブテンプレートやスタブテンプレート（Wikipedia:分野別のスタブテンプレート参照）に変更することが望まれています。 |